# جين ريس
جين ريس (بالإنجليزية: Jane Reece)‏ هي مصورة أمريكية، ولدت في 18 يونيو 1868، وتوفيت في 10 يونيو 1961.